# تيرانونيوستيس
تيرانونيوستيس Tyrannoneustes هو جنس منقرض من التمساحيات ذات الزعانف عاشت في اواخر العصر الجوراسي الأوسط(الكالوفي)